# Battaglia di Orongi
La battaglia di Orongi fu combattuta nel 214 a.C., nel corso della conquista romana della Spagna durante la seconda guerra punica, tra l'esercito cartaginese e quello romano nei pressi della città di Orongi  (probabilmente posizionata tra Monclova e Jimena de la Frontera) in Spagna.

## Contesto storico
La seconda guerra punica tra Cartagine e Roma venne provocata dalla disputa tra le due potenze su chi dovesse controllare Sagunto, una città costiera ellenizzata e alleata dei Romani. Dopo una grande tensione nel governo cittadino culminante nell'assassinio dei sostenitori di Cartagine, Annibale cinse d'assedio la città di Sagunto nel 218 a.C. La città chiese aiuto ai Romani, ma i Romani non mossero un dito per aiutarli. In seguito a un prolungato assedio e una battaglia sanguinolenta in cui Annibale stesso venne ferito e l'esercito praticamente distrutto, i Cartaginesi si impossessarono della città.
I Cartaginesi provarono a difendere il loro operato e quello di Annibale, adducendo come scusa che nel trattato precedente dopo la prima guerra punica non si faceva alcun cenno all'Iberia e quindi all'Ebro, ma Sagunto era considerata alleata ed amica del popolo romano. La guerra fu inevitabile, solo che come scrive Polibio, la guerra non si svolse in Iberia [come auspicavano i Romani] ma proprio alle porte di Roma e lungo tutta l'Italia. Era la fine del 219 a.C. e iniziava la seconda guerra punica.
In seguito (218 a.C.) i Romani inviarono in Spagna i due fratelli Scipioni, Gneo e Publio, i quali avevano deciso di dividere tra loro l'esercito, in modo che Gneo comandasse la guerra per terra e Publio per mare (216 a.C.). Seguirono due anni di continui scontri tra Romani e Cartaginesi per il predominio della penisola iberica (Battaglia di Cissa, Battaglia del fiume Ebro e Battaglia di Dertosa).

### Casus belli
E mentre continuava la logorante guerra in Italia, la campagna in Spagna aveva assunto un ruolo sempre più importante. La Hispania Ulterior si sarebbe ribellata ai Romani se Gneo e suo fratello Publio Cornelio Scipione non avessero oltrepassato l'Ebro, per incoraggiare gli animi incerti. I Romani inizialmente posero il loro accampamento presso Castrum Album (Alicante), famosa località per una cocente sconfitta rimediata in passato da Amilcare il Grande. La rocca era fortificata. In essa i Romani vi avevano posto importanti riserve di grano, tuttavia erano stati sorpresi dalla cavalleria nemica e 2 000 di loro erano stati uccisi. Fu così che si erano ritirati, accampandosi presso il "monte della Vittoria". Qui giunsero i due Scipioni con l'esercito al gran completo. Contemporaneamente Asdrubale Giscone con un esercito completo si posizionò al di là del fiume, di fronte all'accampamento romano. Livio racconta che Publio, partito per un giro d'ispezione, venne sorpreso da un contingente nemico, che lo costrinse a rifugiarsi su un'altura e, se non fosse stato per il pronto intervento del fratello Gneo, sarebbe stato pesantemente sconfitto. In questo stesso periodo Castulo, che aveva dato i natali alla moglie di Annibale, passò dalla parte dei Romani. Intanto i Cartaginesi si apprestarono ad assediare Iliturgi, dove si trovava un presidio romano dall'anno precedente. Si racconta che Gneo Scipione, partito in soccorso dei suoi con una legione, passò in mezzo a due accampamenti nemici, facendone grande strage e riuscendo a penetrare all'interno di Iliturgi; il giorno seguente ci fu una nuova battaglia, al termine della quale rimasero uccisi ben 12 000 nemici. Vennero inoltre fatti prigionieri più di mille uomini e vennero sottratte 36 insegne nemiche. Così i Cartaginesi si ritirarono da Iliturgi e si recarono a Bigerra (forse l'odierna Bogarra), nel territorio degli Oretani, anch'essa alleata dei Romani. E anche questa volta l'intervento di Gneo Scipione pose fine all'assedio senza dover combattere.
I Cartaginesi, dopo questo ennesimo scontro, preferirono trasferire i propri accampamenti nei pressi di Munda (l'odierna Montilla) e i Romani li seguirono. Anche in questa occasione scoppiò una nuova battaglia che durò per quattro ore circa. L'esito finale rimase incerto poiché Gneo rimase ferito al femore e i Romani preferirono ritirarsi. Sembra che al termine della battaglia furono uccisi 12 000 uomini tra le file cartaginesi, oltre a quasi 3 000 prigionieri e catturate 57 insegne. A questo punto i Cartaginesi preferirono ritirarsi a Orongi (Aurinx), dove i Romani li inseguirono per incalzarli mentre erano ancora terrorizzati per la sconfitta subita.

## Battaglia
A Orongi, per la seconda volta l'armata romana di Scipione, portato in lettiga ancora ferito, attaccò battaglia e ottenne una nuova vittoria. Persero la vita meno di 6 000 Cartaginesi, poiché erano stati ridotti notevolmente nel precedente scontro di Munda quelli che potevano combattere.
Poco dopo, i Cartaginesi riuscirono a completare i ranghi e si venne a un nuovo scontro, poiché Magone Barca era stato inviato dal fratello Asdrubale Barca ad arruolare nuove truppe. La nuova battaglia che ne seguì vide ancora una volta i Romani uscire vincitori. Più di 8 000 Cartaginesi furono uccisi, poco meno di 1 000 fatti prigionieri e 58 insegne militari vennero sottratte. Tra i caduti vi furono moltissimi Galli, a cui vennero sottratte, come bottino di guerra, numerose torques (collane) e armillae (braccialetti). Anche due capi galli, Meniacepto e Vismaro, rimasero uccisi nello scontro; otto elefanti vennero catturati e tre uccisi.

## Conseguenze
E poiché la situazione in Spagna sembrava ormai favorevole ai Romani, negli stessi si manifestò un senso di vergogna per non essere stati in grado di liberare Sagunto, ormai in potere dei Cartaginesi da quasi otto (sei?) anni. Fu così che i Romani si diressero verso questa città e la liberarono dal presidio cartaginese, restituendole l'antica libertà. In seguito i Romani sottomisero i Turdetani, che avevano provocato la guerra tra i Saguntini e i Cartaginesi, e li vendettero come schiavi distruggendo la loro città.